# Homonota borellii
Homonota borellii es una especie de lagarto gekónido del género Homonota. Es un saurio de hábitos nocturnos y de dieta insectívora que habita en el centro-sur de Sudamérica.

## Distribución y hábitat
Si bien es probable que también habite en el sur de Bolivia, Homonota borellii es un endemismo del centro y norte de la Argentina. Posee capturas en las provincias de Salta, Tucumán, Santiago del Estero, Chaco, Santa Fe, oeste de Córdoba, Catamarca, La Rioja, San Juan, y Mendoza.

## Taxonomía
Homonota borellii fue descrita originalmente en el año 1897 por el herpetólogo italiano Mario Giacinto Peracca, bajo el nombre científico de Gymnodactylus borelli.
Localidad tipo
La localidad tipo es: “Salta, Argentina”.
Ejemplares tipo
El ejemplar holotipo es el asignado con el código MSNTO R2531. Fue colectado durante la expedición científica del doctor Alfredo Borelli al Chaco boliviano y el norte de la Argentina, desde mayo de 1895 a diciembre de 1896.
Etimología
Etimológicamente el término genérico Homonota deriva de las palabras en idioma griego homos que significa ‘uniforme’, ‘mismo’, ‘similar’ y notos que se traduce como ‘dorso’ o ‘espalda’. El nombre específico borellii rinde honor al apellido del colector del tipo, el doctor franco-italiano Alfredo Borelli, quien, representando al Museo de Torino, realizó viajes científicos por América del Sur. 

## Características
Homonota borellii es un pequeño lagarto de unos 42 mm entre hocico y cloaca. Una combinación de caracteres diagnósticos permite separarlo de otras especies del género Homonota. Su patrón cromático dorsal consistente en un reticulado pardo oscuro en contraste con un fondo pardo grisáceo claro, salpicado por máculas blancuscas. Se destaca por la ausencia de escamas quilladas en la superficie lateral del cuerpo y dorsal de los muslos, y por la ausencia de escamas internasales. Ventralmente no es blanco inmaculado sino sucio, y la faz ventral de la cola está débilmente manchada.

## Hábitos
Homonota borellii es un adaptable lagarto, terrestre y nocturno. Se reproduce de manera ovípara y se alimenta de insectos. Suele vivir dentro de viviendas humanas, donde se alimenta de vinchucas, siendo un eficaz controlador de este peligroso insecto el cual trasmite a los humanos el mal de Chagas-Mazza.